# Irene Kühnel-Kunze
Irene Kühnel-Kunze, geb. Kunze (* 10. Oktober 1899 in Dresden; † 23. März 1988 in Berlin) war eine deutsche Kunsthistorikerin.

## Leben
Ab 1925 war sie als Mitarbeiterin an der Gemäldesammlung der Berliner Museen tätig. 1937 heiratete sie den Kunsthistoriker Ernst Kühnel (1882–1964), Direktor der Islamischen Abteilung der Berliner Museen. Während des Zweiten Weltkrieges war sie für die Bergung der Bestände der Gemäldegalerie zuständig, nach dem Krieg war sie am Wiesbaden Central Collecting Point tätig und wirkte an der Rückführung der Bestände der Berliner Museen nach West-Berlin mit.  Von 1950 bis 1957 war sie Leiterin des Referats Museen und Schlösser beim Senator für Volksbildung, unter Leitung von Joachim Tiburtius. 1950 wurde sie Kustos an der Berliner Gemäldegalerie, von 1957 bis zu ihrem Ruhestand 1964 war sie deren stellvertretende Direktorin. 1979 wurde ihr ehrenhalber der Titel Professor verliehen.

## Veröffentlichungen (Auswahl)
- Beschreibendes Verzeichnis der Gemälde im Kaiser-Friedrich-Museum und Deutschen Museum. 9. Auflage, Berlin 1931.
- Die italienischen Gemälde im Kaiser-Friedrich-Museum. Verlag für Kunstwissenschaft, Berlin 1932.
- Bergung, Evakuierung, Rückführung. Die Berliner Museen in den Jahren 1939–1959. Ein Bericht (= Jahrbuch Stiftung Preußischer Kulturbesitz Sonderband 2). Gebr. Mann, Berlin 1984, ISBN 3-7861-1364-5.